# Jakob Scheiner

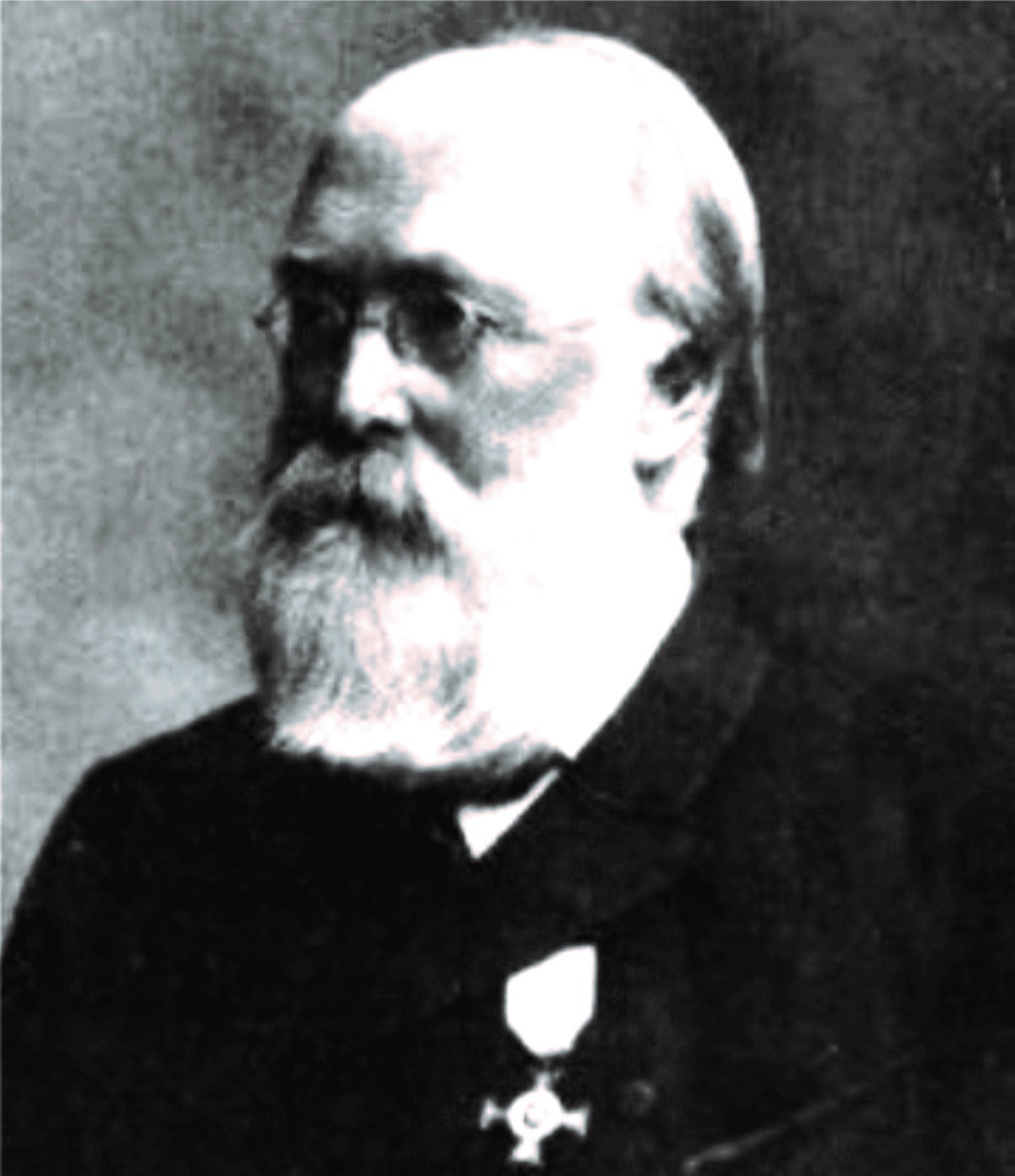
Jakob Scheiner

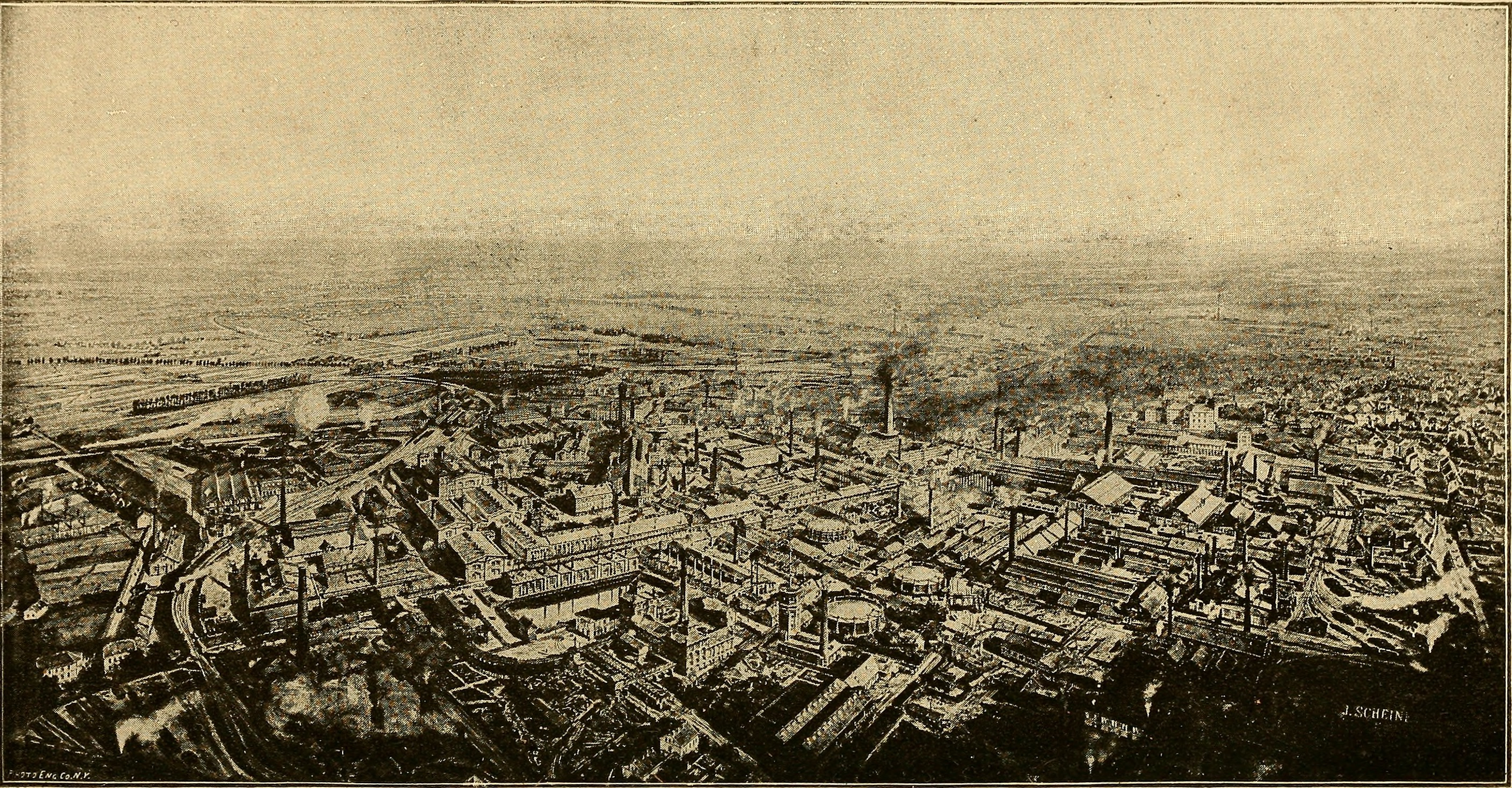
Jakob Scheiner: Vogelschau der Krupp-Gussstahlfabrik, 1879/1880, Illustration in einer Publikation aus dem Jahr 1888

Jakob Scheiner: Eisenbahnbrücke Rheinhausen, im Vordergrund ein Trajektschiff mit Personenwagen, 1874

Jakob Scheiner (* 22. Februar 1820 in Sohlbach; † 8. Dezember 1911 in Potsdam) war ein deutscher Maler und Grafiker.

## Leben
Jakob Scheiner wuchs in Ferndorf auf und begann 1835 eine Ausbildung in einem Vermessungsbüro in Siegen. 1845 gründete er die Lithografische Anstalt J. Scheiner & Comp. in Siegen, die er aber 1854 wieder aufgab. 
Aus seiner 1849 mit Johanna Beyer geschlossenen Ehe ging am 2. Juli 1852 der Sohn Wilhelm hervor, der ein bekannter Kunstmaler werden sollte. 
1854 zog die Familie Scheiner nach Köln, wo Jakob zwei Jahre später eine Anstellung bei der Köln-Mindener Eisenbahn-Gesellschaft fand. 1865 publizierte er ein Buch über Bau-Anlagen der Köln-Gießener Eisenbahn und der Zweigbahn von Betzdorf nach Siegen. 1872 machte er sich als freischaffender Künstler selbstständig. Später arbeitete er gemeinsam mit seinem Sohn Wilhelm als Maler in Köln. Seine Motivauswahl – neben Ansichten seiner Heimat Siegerland insbesondere Darstellungen der Kölner Stadtmauer, der Altstadt, des Hafens, der Verkehrswege und Industrieanlagen – gab einen ausführlichen Einblick in das Stadtbild Kölns im 19. Jahrhundert.
Jakob Scheiner entwickelte sich ohne einschlägige Ausbildung vom technischen Zeichner und Gebrauchsgrafiker über den Beruf des Lithografen und Landschaftszeichners zu einem über die Grenzen seiner Heimat bekannten Maler, dessen Werke auch auf Weltausstellungen in Paris 1867 und Wien 1873 zu sehen waren. Eine besondere Rolle in seinem Œuvre spielte die Industriemalerei. Wie Jakob Weeser-Krell entwickelte er mittels geometrischer Projektion monumentale Fabrik-Panoramen aus der Vogelperspektive. 1879/1880 schuf er im Auftrag der Krupp-Gussstahlfabrik eine Vogelschau der Essener Industrieanlagen.

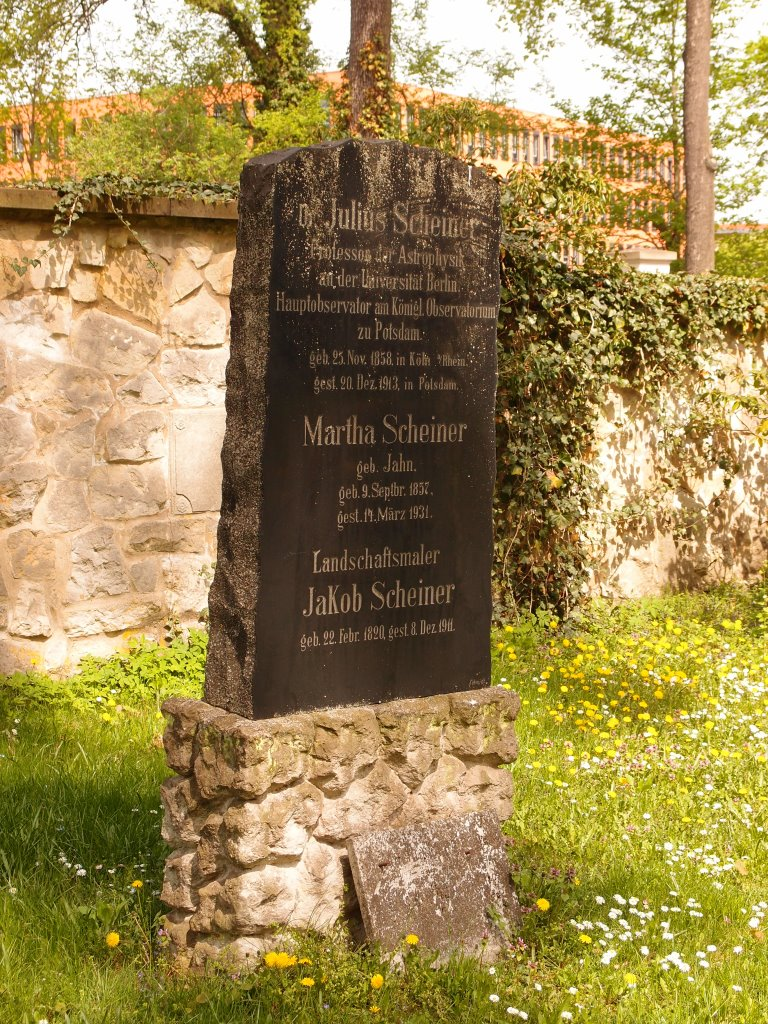
Grabstätte von Jakob Scheiner auf dem Alten Friedhof in Potsdam

1908 starb Scheiners Ehefrau. Er zog nach Potsdam zu seinem jüngeren Sohn Julius (Astronom der Sternwarte dort), wo er 1911 starb. Jakob Scheiner ist auf dem Alten Friedhof beigesetzt.